# Tietgens Begravelse
Tietgens Begravelse er en dansk dokumentarfilm instrueret af Peter Elfelt. Filmen indeholder optagelser filmet ved begravelsen af den danske industrimagnat C.F. Tietgen. 

## Handling
Deltagerne i C.F. Tietgens begravelse ses ankommende og forladende Marmorkirken. Kronprins Frederik, prins Christian, Benny Dessau, Alberti, Deuntzer og andre medlemmer af regeringen.